# 非洲八色鸫
非洲八色鸫（学名：Pitta angolensis），是八色鸫科八色鸫属的一种全面迁徙的候鸟，其种加词“angolensis”意为“安哥拉的”。分布于津巴布韦、加蓬、埃塞俄比亚、赤道几内亚、赞比亚、科特迪瓦、安哥拉、多哥、南非、卢旺达、喀麦隆、加纳、中非共和国、尼日利亚、利比里亚、肯尼亚、坦桑尼亚、布隆迪、刚果民主共和国、刚果、几内亚、马拉维、塞拉利昂、乌干达和莫桑比克。全球活动范围约为1,150,000平方千米。该物种的保护状况被评为无危。
非洲八色鸫的平均体重约为68.1克。栖息地包括灌木为主的湿地、亚热带或热带的湿润低地林、亚热带或热带的旱林、亚热带或热带的（低地）湿润疏灌丛和湿地。

## 亚种
- 指名亚种：Pitta angolensis subsp. angolensis
- Pitta angolensis subsp. longipennis Reichenow, 1901
- Pitta angolensis subsp. pulih Fraser, 1843